# Partenij Pavlović
Partenij Pavlović est écrivain bulgare et militant de l'unité slave du sud sous les auspices du Patriarcat de Peć. Pionnier du genre autobiographique dans la littérature bulgare et serbe.
Il reçoit une sérieuse éducation à l'Académie princière de Bucarest. Il a ensuite voyagé dans toute l'Italie, s'installant comme enseignant à Risan (Kotor) après le voyage. Pendant la guerre austro-russo-turque de 1735-1739, il parcourut les terres bulgares. Après la guerre, il s'installe à Sremski Karlovci. À partir de 1750, il fut également évêque et au cours de ses préparatifs pour le premier métropolite orthodoxe de Transylvanie, il mourut.
Avec Hristofor Jefarovitch, il est l'un des deux pères particuliers de l'éveil bulgare, également appelée la Renaissance bulgare précoce.